# Kreis Neutomischel

Der Kreis Neutomischel

Der Kreis Neutomischel im Westen der preußischen Provinz Posen bestand in der Zeit von 1887 bis 1919. Das ehemalige Kreisgebiet gehört heute zur polnischen Woiwodschaft Großpolen.

## Ausdehnung
Der Kreis Neutomischel hatte eine Fläche von 523 km².

## Vorgeschichte
Das Gebiet um die Stadt Neutomischel gehörte nach der Zweiten Teilung Polens von 1793 bis 1807 zur preußischen Provinz Südpreußen. Nach dem Frieden von Tilsit fiel das Gebiet 1807 an das Herzogtum Warschau. Das spätere Kreisgebiet fiel nach dem Wiener Kongress am 15. Mai 1815 erneut an das Königreich Preußen. Bis zum 1. Oktober 1887 gehörte es zum Kreis Buk im Regierungsbezirk Posen der Provinz Posen.

## Verwaltungsgeschichte
Am 1. Oktober 1887 wurde der Kreis Buk aufgelöst. Aus seinem Westteil wurde der Kreis Neutomischel gebildet, während sein Ostteil zum neuen Kreis Grätz wurde.
Zum neuen Kreis Neutomischel kamen
- die Städte Neutomischel und Neustadt bei Pinne,
- die Polizeidistrikte Neutomischel und Neustadt bei Pinne sowie
- der Polizeidistrikt Kuschlin ohne die Landgemeinden und Gutsbezirke Lenker Hauland, Rudnik, Sliwno, Trzcionka und Turkowo, die zum neuen Kreis Grätz kamen.

Kreisstadt und Sitz des Landratsamtes wurde die Stadt Neutomischel.
Am 27. Dezember 1918 begann in der Provinz Posen der Großpolnische Aufstand der polnischen Bevölkerungsmehrheit gegen die deutsche Herrschaft, und bereits am 5. Januar 1919 war die Kreisstadt Neutomischel unter polnischer Kontrolle. Am 16. Februar 1919 beendete ein Waffenstillstand die polnisch-deutschen Kämpfe, und am 28. Juni 1919 trat die deutsche Regierung mit der Unterzeichnung des Versailler Vertrags den Kreis Neutomischel auch offiziell an das neu gegründete Polen ab. Aus dem Kreis Neutomischel wurde der polnische Powiat Nowotomyski mit einer Fläche von zunächst 843 km².
Zu dem neuen Powiat kam gemäß Versailler Vertrag zusätzlich der Ostteil des deutschen Kreises Meseritz (320 km²) mit der Stadt Bentschen. Deutschland und Polen schlossen am 25. November 1919 ein Abkommen über die Räumung und Übergabe des abzutretenden Gebietes ab, das am 10. Januar 1920 ratifiziert wurde. Die Räumung und Übergabe an Polen erfolgte zwischen dem 17. Januar und dem 4. Februar 1920.
Am 1. April 1932 wurde zudem der Powiat Grodzisk aufgelöst und mit dem Powiat Nowy Tomyśl wiedervereinigt. Der vergrößerte Powiat hatte eine Fläche von 1273 km².

## Einwohnerentwicklung
| Jahr | Einwohner | Quelle |
| ---- | --------- | ------ |
| 1895 | 33.499    | [ 1 ]  |
| 1900 | 33.189    | [ 2 ]  |
| 1905 | 33.470    |        |
| 1910 | 34.292    | [ 2 ]  |

Von den Einwohnern im Jahre 1905 waren 51 % Polen und 49 % Deutsche. Der Großteil der deutschen Einwohner verließ nach 1919/20 das Gebiet, ihr Anteil an der Kreisbevölkerung sank bis 1931 auf 18,6 %.

## Politik

### Landräte
1887–189400Richard Klapp (* 1841)
1894–191800von Daniels

### Wahlen
Der Kreis Neutomischel gehörte zusammen mit den Kreisen Grätz, Kosten und Schmiegel zum Reichstagswahlkreis Posen 4. Der Wahlkreis wurde bei den Reichstagswahlen zwischen 1887 und 1912 von Kandidaten der Polnischen Fraktion gewonnen:
- 188700Ludwig von Mycielski
- 189000Idzizlaw Czartoryski
- 189300Idzizlaw Czartoryski
- 189800Stephan Cegielski
- 190300Witold von Skarzynski
- 190700Witold von Skarzynski
- 191200Franciszek von Morawski

## Kommunale Gliederung
Zum Kreis Jarotschin gehörten am 1. Januar 1908 die beiden Städte Neutomischel und Neustadt bei Pinne. Die 49 Landgemeinden und 20 Gutsbezirke waren zu Polizeidistrikten zusammengefasst.

## Gemeinden
Am Anfang des 20. Jahrhunderts gehörten die folgenden Gemeinden zum Kreis:
| - Albertoske - Alttomischel - Blake - Bolewitz - Brodki - Brody - Bukowiec - Chmielinko - Chraplewo - Cichagora - Dombrowo - Glinau - Glupon | - Gronsko - Groß Lipke - Grudno - Jastrzembnik - Klein Lipke - Komorowo Hauland - Konin - Konkolewo - Kozielaske - Krummwalde - Kuschlin - Linde - Michorzewko | - Michorzewo - Neu Bolewitz - Neu Dombrowo - Neufeld - Neurose - Neustadt bei Pinne, Stadt - Neutomischel, Stadt - Pakoslaw - Paprotsch - Porazyn - Rose - Scherlanke - Schleife | - Sempolno - Sontop - Steinhorst - Sworzyce - Tarnowce - Wengielno - Witomischel - Wonsowo - Wymyslanke - Zembowo - Zgierzynka - Zinskowo |

Bis auf wenige Ausnahmen galten nach 1815 die polnischen Ortsnamen weiter, zu Beginn des 20. Jahrhunderts wurden mehrere Ortsnamen eingedeutscht.